# مارتینیک
مارتینیک (به فرانسوی: Martinique) جزیرهای در دریای کارائیب در آمریکای مرکزی، جنوب دومینیکا، شمال سنت لوسیا و ۴۸۳ کیلومتری شمال شرق ونزوئلا است. این جزیره از جمله مستعمرات فرادریایی فرانسه و یکی از این ۵ ناحیهٔ فرادریایی به‌شمار می‌آید.

## تاریخ
مارتینیک در سال ۱۵۰۲ میلادی توسط کریستف کلمب دریانورد اسپانیایی کشف شد، او نام «مارتینیک» را برای جزیرهٔ تازه کشف شده انتخاب کرد.
جزیره نشینان بومی کارائیب به این جزیره، مادیانا (Madiana) یا مادینینا ((Madinina به معنی " جزیرهٔ گلها " می‌گفتند، که این نام به صورت غیررسمی در ترانه‌ها و اشعار استفاده می‌شد.
بیشتر بومیان جزیرهٔ مارتینیک به هنگام ورود مهاجرین فرانسوی قلع و قمع و نابود شدند. جمعیت فعلی مارتینیک حاصل آمیزش فرانسویان مهاجر و بردگان سیاه آفریقایی است.
مارتینیک در سال ۱۶۳۵ توسط فرانسه تسخیر شد، مارتینیک در سال ۱۶۷۴ به صورت بخشی از قلمرو پادشاهی فرانسه درآمد و در سال ۱۹۴۶ به صورت یکی از مستملکات ماوراء بحار فرانسه در منطقهٔ کارائیب شناخته شد.

## سیاست
در سال ۲۰۰۰ میلادی میشل کادوت به عنوان حاکم جزیرهٔ مارتینیک از جانب دولت فرانسه انتخاب شد.

## جغرافیا
پایتخت مارتینیک شهر فور دو فرانس (Fort-de-France) با نزدیک به ۹۰٬۳۴۷ هزار نفر جمعیت می‌باشد.
مساحت مارتینیک ۱٬۱۲۸ کیلومتر مربع و جمعیت آن ۴۰۲٬۰۰۰ نفر می‌باشد.
از مهم‌ترین شهرهای مارتینیک می‌توان به لمانتن Le Lamentin ۳۹٬۸۴۷ نفر، شلشر Schoelcher
۲۱٬۴۱۹ نفر و سنت ماری Sainte-Marie, Martinique ۲۰٬۰۹۸ نفر اشاره کرد.

## تقسیمات کشوری

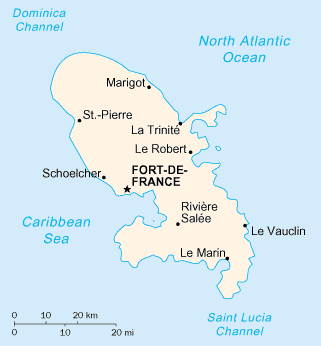

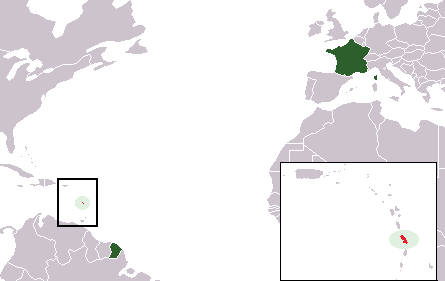

| نقشه         | -      | مساحت | جمیعت |
| ------------ | ------ | ----- | ----- |
|              | سن پیر |       |       |
| لا ترینیت    |        |       |       |
| فورت دو فرنس |        |       |       |
| لو مارین     |        |       |       |

## مردم
۹۵٪ نژاد مارتینیک را دورگهٔ سیاه و سفید، ۵٪ را سفید و کمتر از ۵٪ را نیز هند شرقی و چینی تشکیل می‌دهند.
همچنین دین ۹۵٪ مارتینیکی‌ها کاتولیک، و ۵٪ نیز هندو هستند. تعداد بسیار اندکی پروتستان و یهودی نیز در مارتینیک زندگی می‌کنند.
فرانسوی زبان رسمی است اما صحبت به زبان کرئول بسیار رایج است.

## اقتصاد
واحد پول مارتینیک، مثل اروپا یورو است.
صنعت توریسم و پالایش نفت از مهم‌ترین صنایع مارتینیک محسوب می‌شوند.